# Rubus inferior
Rubus inferior är en rosväxtart som beskrevs av Liberty Hyde Bailey. Rubus inferior ingår i släktet rubusar, och familjen rosväxter. Inga underarter finns listade i Catalogue of Life.